# مهرجان الغناء بالفصحى
مهرجان الغناء بالفصحى هو مهرجان غنائي تنظمه وزارة الثقافة السعودية ضمن جهودها لدعم اللغة العربية وتعزيز حضورها في المجتمع، ويأتي المهرجان بدعم من برنامج جودة الحياة أحد برامج تحقيق رؤية المملكة، وقد أقيمت نسخته الأولى في يومي 12 و13 مايو من عام 2022 بمشاركة عدد من الفنانين العرب.

## تاريخ المهرجان

### النسخة الأولى
أقيمت في يومي 12 و13 مايو عام 2022 بمشاركة الفنانين: كاظم الساهر، ولطفي أبو شناق، وجاهدة وهبة، وبدر حكيم، وزينة عماد. على مسرح الفنان أبو بكر سالم في منطقة بوليفارد سيتي في مدينة الرياض، حيث قدم مجموعة من المطربين العرب مجموعة من الأغاني والقصائد المغناة بالفصحى، وكانت الفرقة الموسيقية المرافقة، من: تونس، ولبنان، وأوروبا

#### الليلة الأولى

##### الوصلة الأولى
افتتح المغني السعودي بدر حكيم الليلة الأولى بأداء غنائي لقصيدة (همت بظبي جفلا) للشيخ محمد بن راشد آل مكتوم، وهي قصيدة معارضة شعرية لقصيدة ابن عبد ربه الأندلسي (أعطيته ما سألا)  التي غناها هي أيضًا بعد ذلك، وفيما يأتي أبيات القصيدتين:
قصيدة (همت بظبي جفلا)
همت بظبي جفلا كالبدر لما اكتملا      ليس له من شبه فاق دلالاً وحلا
إذا سألت وصله جاوبني بلا ولا        ياليت لو جاوبني عن لا بأن قال هلا
معذب من هجره أشكو بعاداً وقلا     روحي به هائمة منه فقدت الأملا
وعادتك مثلي إذا أحمر السناني    كنت أنتَ الحل له والمشكلة
في حبه لي قصة غدت لغيري مثلا     أعطيته ما سألا حكَّمته لو عدلا
وهبته روحي فما أدري به ما فعلا     أسلمته في يده عيَّشه أم قتلا
قلبي به في شغل لا مل ذاك الشغلا    قيده الحب كما قيد راع جملا
معذب من هجره أشكو بعاداً وقلا     روحي به هائمة منه فقدت الأملا
في حبه لي قصة     غدت لغيري مثلا
قصيدة (أعطيته ما سألا)
أَعطيتُهُ ما سأَلا    حَكَّمْتُهُ لوْ عَدَلا
وهَبتُهُ روحي فما   أَدري بهِ ما فَعلا
أسلَمْتُهُ في يدهِ   عَيَّشَهُ أَم قَتَلا
قَلبي بهِ في شُغُلٍ    لا مَلَّ ذاكَ الشُّغُلا
قيَّدهُ الحُبُّ كما   قَيَّدَ راعٍ جَملا 
ثم غنى بعد ذلك أبياتاً من قصيدة الشاعر ابن عبد ربه الأندلسي (قولوا لها إنني لازلت أهواها)، وأبياتاً من قصيدة قيس بن الملوح (ولما تلاقينا على سفح رامة)، وغنَّى قصيدة الشاعر السوري أديب الدايخ بعنوان (بروحي فتاة بالعفاف تجملت).ثم ختم الليلة بغناء قصيدة الشاعر العماني سعيد بن أحمد البوسعيدي بعنوان (يا من هواه أعزه وأذلني).

##### الوصلة الثانية
افتتحت الفنانة جاهدة وهبة الوصلة الثانية بأداء مجموعة من أبيات قصيدة المواكب لجبران خليل جبران والمعروفة أيضًا باعطني الناي،، ثم غنت قصيدة (أحبك حبين) لرابعة العدوية،، واتبعتها بأداء غنائي لقصيدة (فليتك تحلو والحياة مريرة) لأبو فراس الحمداني. غنت الفنانة جاهدة بعد ذلك مقتطفات من فراقية ابن زريق المعروفة بعنوان "لا تعذليه" للشاعر العباسي ابن زريق البغدادي، وأكملت مع أغنية (يا زهرة في خيالي) وهي من اعمال فريد الأطرش للشاعر صالح جودت. غنت كذلك قصيدة (ما طلبت من الله) للشاعرة الجزائرية أحلام مستغانمي، ومقتطفات من قصيدة الشاعر محمود درويش (يطير الحمام)، وقصيدة (جفنه علم الغزل) للشاعر بشارة الخوري المعروف باسم "الأخطل الصغير". ختمت الفنانة جاهدة الوصلة الثانية بغناء قصيدة الشاعر الألماني  غونتر غراس الحائز على جائزة نوبل في الأدب عام 1999 بعنوان (لا تمض إلى الغابة) والتي ترجمتها إلى العربية الشاعرة أمل الجبوري.

##### الوصلة الأخيرة
افتتح الفنان لطفي أبو شناق الوصلة الأخيرة بأبيات أهداها للسعودية، وقال فيها:
حامل الورد لفخر العربِ    ومفديها بأمي وأبي  
حامل اللحن على ثغر الهوا   من لدى الخضراء تاج المغرب
لعروس الأرض من أمجادها    كتبت في صفحة من ذهب
ولدت والدهر طفل يافع    وازدهت والدهر شيخ الحقب
السعودية تزهو إذا ما انتسبت   فهي والمجد سليلًا نسبي.
ثم بدأ بأغنية (عجبي منك ومني عجبي)، وواصل بعد ذلك الغناء وغنى أغنية (أنا في سبيل الله ما صنع الهوى)، ثم غنى أغنية بعنوان (عش يا صغيري كما شئت)، وأكمل بعدها أغاني ومواويل عربية حتى نهاية الليلة.

#### الليلة الثانية

##### الوصلة الأولى
افتتحت الفنانة السعودية زينة عماد الليلة الثانية بأغنية (الليل يا ليلى يُعاتبني)، للشاعر مصطفى محمود القعقور، وأكملت بموال (يامن هواه أعزه وأذلني)، ثم (بروحي فتاة بالعفاف تجملت).

##### الوصلة الثانية
افتتح الفنان كاظم الساهر الوصلة الثانية من الليلة الثانية بأغنية (لو لم تكوني أنتِ في حياتي)، ثم أغنية (أنا وليلى) للشاعر حسن المرواني، ودرر نزار قباني: (زيديني عشقاً) و(المستبدة) و(هل عندك شك)، وأكمل الليلة بعدد من الأغاني حتى اختتم وصلته بأغنية (قولي أحبك).

### النسخة الثانية
أقيمت في أربع ليالٍ من يومي 29 و30 سبتمبر عام 2022 على مسرح الفنان الراحل أبو بكر سالم بالبوليفارد في مدينة الرياض، ثم استكملت يومي 5 و6 أكتوبر.وشارك في الليلة الأولى محمد عبده والفنان لطفي بشناق والفنانة أروى السعودية. وفي الليلة الثانية كل من عبادي الجوهر، وأصالة، وأحمد فتحي، و نجد. أما في الليلة الثالثة فشاركت فيها الفنانة ماجدة الرومي. وفي الليلة الرابعة شارك كل من: كاظم الساهر، وعزيزة جلال والفنانة فايا يونان.

### النسخة الثالثة
أقيمت أربع ليالٍ غنائية باللغة العربية الفصحى على مسرح الفنان الراحل أبو بكر سالم بالبوليفارد في مدينة الرياض في أكتوبرعام 2023 بالتزامن مع مبادرة عام الشعر العربي، حيث شارك في الليلة الأولى من المهرجان كل من الفنان محمد عبده، ولطفي بوشناق، وولاء الجندي، وأحيا الليلة الثانية كل من الفنان كاظم الساهر، وجاهدة وهبة، والنجمة السعودية الشابة أروى، وأحيا الليلة الثالثة الفنان صابر الرباعي، وأصالة نصري والفنان برهان، أما الليلة الأخيرة فغناها الفنان محمد ثروت، والفنانة مي فاروق والفنان وائل كفوري.

## وصلات خارجية
- الموقع الرسمي